# Prados Redondos
Prados Redondos è un comune spagnolo di 74 abitanti situato nella comunità autonoma di Castiglia-La Mancia.
Il comune comprende, oltre al capoluogo omonimo, i nuclei abitati di Aldehuela, Chera e Pradilla.